# Гомза, Дмитрий Владимирович
Дмитрий Владимирович Гомза (бел. Дзмітрый Уладзіміравіч Гомза; род. 3 мая 1987, Барановичи, Брестская область) — белорусский футболист.

## Карьера
Воспитанник барановичского футбола, сначала играл в клубах низших лиг. В сезоне 2011 стал лучшим бомбардиром «Белтрансгаза» во Второй лиге.
В начале 2012 года перешёл в «Гомель», за который не сыграл ни одного матча в основе (тем не менее стал победителем Суперкубка Белоруссии 2012) и вскоре был отдан в аренду «Витебску». В «Витебске» стал лучшим бомбардиром клуба в сезоне 2012.
После сезона 2012 покинул гомельский клуб и в феврале 2013 года перешёл в «Торпедо-БелАЗ». В жодинским клубе не закрепился и в июле 2013 года стал игроком «Городеи», где закрепился в основе.
В январе 2014 года покинул «Городею» и в феврале подписал контракт с «Витебском». Но на этот раз уже не сумел продемонстрировать бомбардирских показателей двухлетней давности, за половину сезона забил 4 гола. В августе 2014 года оставил витебский клуб и перешёл в «Гомельжелдортранс».
В марте 2016 года вновь оказался в составе «Гомеля». В сезоне 2016 был основным нападающим гомельчан и помог клубу победить в Первой лиге, а сам был признан любителями наилучшим игроком команды в сезоне. В сезоне 2017 потерял место в основе и сыграл только в семи матчах Высшей лиги, обычно выходя на замену. В июле 2017 года контракт нападающего с «Гомелем» по соглашению обеих сторон был разорван, и Гомза стал игроком «Белшины». В сезоне 2018 забил 17 голов, став вторым бомбардиром в Первой лиге.
В январе 2019 года стал игроком «Смолевичей». В январе 2020 года вернулся в «Гомель».
В феврале 2022 года стал игроком «Белшины».
В мае 2023 года Контрольно-дисциплинарным комитетом Белорусской федерации футбола было установлено, что Дмитрий Гомза принимал активное участие в организации договорного матча между «Белшиной» (Бобруйск) и «Шахтёром» (Солигорск). Во время матча Гомза нарушил правила, что повлекло за собой пенальти. За это Дмитрий был пожизненно отстранён от любой деятельности, связанной с АБФФ и оштрафован на 37 тысяч белорусских рублей. Результаты самого матча были аннулированы, а «Шахтёр» был лишён звания чемпиона Беларуси-2022.
В феврале 2023 года перешёл в гомельский «Бумпром». Однако из-за санкций АБФФ уже в мае он был вынужден покинуть клуб.

## Достижения
- Обладатель Суперкубка Белоруссии: 2012
- Чемпион Первой лиги Белоруссии: 2016